# بوقية مدببة البتلات
البوقية مدببة البتلات (باللاتينية: Fritillaria acmopetala) نوع نباتي ينتمي إلى جنس البوقية من الفصيلة الزنبقية.

## الموئل والانتشار
موطنها بلاد الشام وتركيا وقبرص.